# لوک ساویل
 لوک ساویل (انگلیسی: Luke Saville؛ زادهٔ ۱ فوریهٔ ۱۹۹۴) یک تنیس‌باز اهل استرالیا است.